# Trần Long Ẩn
Trần Long Ẩn (sinh ngày 29 tháng 9 năm 1943) là một nhạc sĩ Việt Nam. Ông hiện là Ủy viên Thường vụ Hội Nhạc sĩ Việt Nam, Chủ tịch Hội Âm nhạc TP HCM.

## Tiểu sử
Ông sinh ngày 29-9-1944 ở Bình Định. Thời trung học, ông học trường La San ở Quy Nhơn, các cha trong trường đã dạy âm nhạc bước đầu cho ông. Khi đậu tú tài, mẹ ông thưởng chiếc radio 4 băng, qua đó, nhạc sĩ thường nghe nhạc cách mạng và tập tành sáng tác ca khúc từ đó.
Trần Long Ẩn tốt nghiệp Đại học Văn khoa Sài Gòn. Ông là nhạc sĩ lớn lên từ phong trào ca hát của sinh viên học sinh Sài Gòn trước năm 1975 như phong trào Du Ca Việt Nam, Hát cho đồng bào tôi nghe… 
Ngày 17-4-1972, Trần Long Ẩn cùng Nguyễn Văn Sanh rời Sài Gòn ra vùng giải phóng. Trước đó, cuối năm 1971, ông về thăm quê và người thân ở Bình Định, nhưng để giữ bí mật, ông không cho ai biết dự định ra vùng giải phóng của mình, kể cả mẹ ông. Sau đó mẹ ông đã tốn nhiều công sức, thời gian, kể cả tiền bạc đi tìm ông. Sau ngày giải phóng, hai mẹ con mới gặp lại nhau.
Ở chiến khu hai năm, đầu tháng 4-1974, ông được ra miền Bắc học tập. Cùng đi trong đoàn còn có các ông Lê Duy Hạnh, Trương Quốc Khánh, Nguyễn Văn Sanh, Trần Văn Ánh; các bà Hoàng Thị Hạnh, Trần Thị Thanh Lê… Ở Hà Nội, theo đúng nguyện vọng, ông được vào Trường Âm nhạc Việt Nam và được dành mọi phương tiện thuận lợi nhất để học tập. Các thầy dạy cho ông là nhạc sĩ Chu Minh, Ca Lê Thuần, Nguyễn Thị Nhung, Đinh Quang Hợp, Tào Hữu Huệ…

## Âm nhạc
Trước năm 1975, trong lúc đời sống tại các đô thị miền Nam bị xáo trộn vì cuộc Chiến tranh Việt Nam, nhiều phong trào ca nhạc của sinh viên học sinh Sài Gòn đã phát khởi như "Phong trào Du ca Việt Nam", "Phong trào Hát cho đồng bào tôi nghe", như một cách nói lên tiếng nói của thanh niên lúc đó kháo khát tìm về cội nguồn và ước mơ hòa bình. Trần Long Ẩn nổi lên như là một nhạc sĩ của phong trào "Hát cho đồng bào tôi nghe" với bài Người mẹ Bàn cờ (thơ Nguyễn Kim Ngân) và một số ca khúc khác. Ông kể lại: "Cuối năm 1970 khi tôi viết một số bài hát Người mẹ Bàn Cờ, Người cha bến tàu, Đi về mới có hoa lục bình, Chim gọi đàn chim tung cánh trắng... đã được các nữ sinh viên Đại học Văn khoa Sài Gòn hát rất hay". Sau đó, ông ra Bắc và tu nghiệp sáng tác tại Nhạc viện Hà Nội.
Ông đã tự giới thiệu rất thành công những ca khúc của riêng ông trên sân khấu cho sinh viên và cho các thính giả trẻ. Một số tác phẩm tiêu biểu: Trên mảnh đất tình người, Đi qua vùng cỏ non, Một đời người một rừng cây, Đàn sáo Hậu Giang, Đêm thành phố đầy sao, Xin làm người hát rong, Tiếng hát từ ánh lửa mặt trời,...
Sau năm 1975, ông còn tham gia sáng tác các ca khúc cổ điển và bán cổ điển như Mặt trời và ánh lửa, thuộc thể loại thơ giao hưởng (poème symphonique), thời lượng hơn 13 phút. Trong đó có trích các ca khúc: Hát cho dân tôi nghe (Tôn Thất Lập), Dậy mà đi (Nguyễn Xuân Tân), Tự nguyện (Trương Quốc Khánh), Người mẹ Bàn Cờ và Tình đất đỏ miền Đông.
Ca khúc Tình đất đỏ miền Đông của ông đã đoạt giải nhất cuộc vận động sáng tác ca khúc về đề tài thống nhất đất nước do Hội Văn nghệ Giải phóng tổ chức năm 1976. Bài ca Cây hai ngàn lá (phỏng thơ Pờ Sào Mìn) của ông được giải thưởng Hội nhạc sĩ Việt Nam năm 1994. Ông cũng đã xuất bản một số tập ca khúc "Vẫn hát ru em", "Một đời người một rừng cây",...
Hiện nay ông là Ủy viên Thường vụ Hội Nhạc sĩ Việt Nam, Chủ tịch Hội Âm nhạc Thành phố Hồ Chí Minh.
Năm 2007, ông nhận giải thưởng Nhà nước về văn học nghệ thuật.

## Các nhạc phẩm
- Bài ca hoa hồng
- Đàn sáo Hậu Giang
- Đêm thành phố đầy sao
- Đi qua vùng cỏ non
- Một đời người một rừng cây
- Mừng tuổi mẹ
- Người mẹ Bàn cờ (thơ Nguyễn Kim Ngân)
- Người từ phương xa về
- Những bông hoa mùa hè
- Nhớ Huế
- Tiếng hát mặt trời và ánh lửa
- Tiếng vọng từ quá khứ
- Tín hiệu trái tim
- Tình đất đỏ miền Đông
- Tình yêu là chiếc bóng
- Trên mảnh đất tình người
- Xin làm người hát rong

## Về bài hát "Người mẹ Bàn Cờ"[3]
Năm 1970, trong một lần ghé nhà “Bà má phong trào”- má Hai ăn đám giỗ (thực chất là ăn giỗ Bác Hồ). Má Hai tên thật là Nguyễn Thị Xuân, quê ở xã Đông Cường, huyện Đông Hưng, tỉnh Thái Bình, lưu lạc vào Nam từ năm 1938. Má tham gia cách mạng từ năm 1945, được kết nạp vào Đảng năm 1950 tại Chi bộ Khánh Hội ở quận 4. Nhiệm vụ của má Hai là hoạt động bí mật, gầy dựng và phát triển cơ sở cách mạng trong nội đô, tham gia công tác phụ vận hoặc làm giao liên công khai từ nội đô Sài Gòn ra chiến khu. Chồng mất sớm, má Hai chỉ có một người con gái là Vũ Thị Hiền, một Đoàn viên cơ sở Đoàn ở nội ô Sài Gòn, đã hy sinh lúc 17 tuổi. Cống hiến cả cuộc đời cho cách mạng, nguyện vọng duy nhất của má Hai trong những năm cuối cuộc đời là được ra thăm miền Bắc và được vào lăng viếng Bác Hồ. Nhưng nguyện vọng chưa thành hiện thực, má Hai đã đi xa. Xúc cảm trước hình ảnh của má Hai, tác giả đã phổ nhạc bài thơ “Người mẹ Bàn Cờ” của Nguyễn Kim Ngân thành bài nhạc cùng tên.